# سعود الانصاری
سعود الانصاری (انگلیسی: Saoud Al-Ansari؛ زادهٔ ۱۶ سپتامبر ۱۹۹۱) بازیکن فوتبال اهل کویت است.
از باشگاه‌هایی که در آن بازی کرده‌است می‌توان به باشگاه ورزشی القادسیه کویت اشاره کرد.
وی همچنین در تیم ملی فوتبال کویت بازی کرده‌است.